# Tiago Pereira Cardoso
Tiago Pereira Cardoso (Esch-sur-Alzette, 7 aprile 2006) è un calciatore lussemburghese, portiere del Borussia M'gladbach e della nazionale lussemburghese.

## Biografia
Nato in Lussemburgo, ha origini portoghesi.

## Carriera

### Club
Ha iniziato a giocare a calcio con il CS Sanem, per poi passare alle giovanili del Fola Esch. Nel 2022, in seguito ad un provino, entra a far parte delle giovanili del Borussia M'gladbach.
Dopo aver disputato alcune partite con la seconda squadra di Mönchengladbach, il 1° marzo 2025 fa il suo esordio in prima squadra e in Bundesliga nella partita contro l'Heidenheim.

### Nazionale
Nel 2021 ha ricevuto la prima convocazione con la nazionale lussemburghese under-17, in vista delle gare per la qualificazione al Campionato europeo di calcio Under-17.
Ha esordito il 6 ottobre 2021 nella sfida vinta per 1-0 contro la nazionale belga.
Ha preso parte all'Campionato europeo di calcio Under-17 2022, disputando interamente le prime due gare contro la nazionale israeliana e la nazionale tedesca.
Ha ricevuto la prima convocazione nella nazionale lussemburghese nel giugno 2023. Ha debuttato con la nazionale da subentrato, in un'amichevole persa 0-1 contro Malta il 9 giugno 2023.
Nel marzo 2024 rientra tra i convocati per la sfida play-off contro la Georgia, valida per le qualificazioni al Campionato europeo 2024.